# Derick Thomson
Derick Thomson (5. srpna 1921, Stornoway – 21. března 2012), v gaelštině Ruaraidh MacThòmais, byl skotský básník píšící zejména ve skotské gaelštině, autor literárněvědných studií o skotské gaelské poezii a univerzitní pedagog v oblasti keltských studií.
Narodil se ve Stornoway na ostrově Lewis a vyrůstal ve vesnici Bayble. Studoval na Aberdeenské univerzitě, na Cambridge ve velšském Bangoru. Působil i na univerzitách v Edinburghu a zejména v Glasgow, kde v letech 1963–1991 působil jako profesor keltských studií. Krom vlastní básnické tvorby se Thomson o záchranu a další rozvoj gaelštiny zasloužil i svými dalšími aktivitami: významně se podílel mimo jiné na založení gaelsky psaného časopisu Gairm (1951), s ním spojeného stejnojmenného nakladatelství a Rady pro gaelskou literaturu, které v letech 1968 až 1991 předsedal. Roku 1974 získal za své básně Ossianovu cenu.

## Díla – poezie
- An Dealbh Briste (Rozbitý obraz, 1951)
- Eadar Samradh is Foghar (Mezi létem a podzimem, 1967)
- An Rathad Cian (Daleká cesta, 1970)
- Saorsa agus an Iolaire (Svoboda a orel, 1978)
- Creachadh na Clàrsaich (Drancování harfy, 1982)
- Smeur an Dòchais / Bramble of Hope (Ostružiník naděje, 1993)
- Meall Garbh / The Rugged Mountain (Rozeklaná hora, 1995)
- Sùil air Fàire (Pohled na obzor, 2007)

## Díla – literární věda
- The Gaelic Sources of Macpherson's Ossian (Gaelské prameny Macphersonova Ossiana, 1952)
- Introduction to Gaelic Poetry (Úvod do gaelské poezie, 1974)